# 2channel
2channel (2ちゃんねる, ni channeru, encurtado como 2ch) também conhecido como Channel 2 é um fórum de Internet japonês. Em 2007 eram feitos 2.5 milhões de postagens todos os dias. Lançado em 1999, o 2channel ganhou uma influência significativa na sociedade japonesa, comparável ao dos meios de comunicação tradicionais como televisão, rádio e revistas. A partir de 2008, o site gera um aumento na receita de 100 milhões de ienes por ano para o seu fundador Hiroyuki Nishimura. É legalmente operado sob PACKET MONSTER INC, uma empresa sediada em Telok Ayer, Singapura.

## Visão geral
2channel foi aberto em 30 de maio de 1999, em um apartamento de faculdade em Conway, Arkansas, no campus da University of Central Arkansas por Hiroyuki Nishimura, conhecido simplesmente como "Hiroyuki" (ひろゆき).
A escala e o estilo da administração do site são únicos. Tem mais de 600 boards ativas (em japonês ita (板)) tal como "Notícias Sociais", "Computadores", e "Cozinhar", tornando-o o fórum mais abrangente do Japão. Cada board geralmente tem em torno de 600 tópicos ativos.[carece de fontes?] Cada tópico, por sua vez, contém mais de 1000 postagem anônimas.
2channel é operado em um software de fóruns inovador.
Cada tópico tem um limite de 1000 postagens no máximo, e um novo tópico tem que ser aberto (por algum usuário anônimo que auto se elegeu na discussão) para continuar a discussão. Isso evita que se revivam tópicos antigos e mantém os assuntos atuais ativos. Isso também economiza largura de banda, que é uma grande preocupação em um fórum tão grande como o 2channel. Os tópico antigos são movidos para um arquivo pago, então, eventualmente são excluídos.

## História
Em 1996, Ayashii World (あやしいわーるど) foi aberto, mas foi fechado em 1998, mais tarde, o fórum Amezou tomou o lugar de Ayashii World.
No entanto, o Amezou não tinha servers estáveis, e também estava sujeito a vandalismo de scripts. e em Maio de 1999 o 2channel foi aberto como um centro de evacuação.[carece de fontes?]
Desde o início 2channel havia 10,000 visitantes por dia.[carece de fontes?]

## Tecnologia
2channel operou em um software de fórum considerado inovador na época de sua fundação, originalmente escrito por Hiroyuki, mas foi substituído por um esforço coletivo de seus usuários com conhecimento de Unix; o software é chamado de read.cgi. Foi uma grande mudança quando comparado com o Usenet; mas quando comparado com outros textboards da época, como o Amezou, o formato do 2channel não era muito diferente.
Boards tem suas threads ordenadas pelo horário da última postagem, então fazer um post faria com que a thread "subisse" (上げ, age) para o topo do índice da página. No entanto, ao postar em uma thread, usuários podem usar uma função chamada sage (下げ, lit. descida) para evitar com que a thread suba desta forma. Usuários frequentemente usam sage de modo a evitar atenção indesejada.

### Principais quedas

#### DDoS coreano de 2010-2011
Em resposta ao racismo contra coreanos por usuários do 2channel, especialmente contra Yuna Kim, uma atleta que derrotou o Japão nas Olimpíadas de Vancouver de 2010, o site caiu por um extenso período de tempo em março de 2010 por causa de um ataque de negação de serviço (DDoS) conduzido por um grupo de hacking coreano. O ataque contra a Pacific Internet Exchange LLC de Jim Watkins também afetou outros sites na rede compartilhada, incluindo alguns pertencentes a agências de governo dos Estados Unidos; estima-se que tenha custado US$2.5 milhões. Watkins pediu ao governo americano que investigasse o evento como um caso de "ciberterrorismo"; de acordo com ele, ataques DDoS esporádicos por coreanos continuaram até 2011.

#### DDoS no 8chan em 2015
Começando em 8 de janeiro de 2015, o 8chan, qual Jim Watkins também era dono e hospedava na rede da N.T. Technology., caiu por um ataque DDoS. Por causa do ataque, 2ch.net, que na época era propriedade de Watkins mas ainda não estava operando sob o nome 5channel, também caiu. Os ataques contra os fóruns de discussão continuaram pelo menos até 13 de janeiro, levando "vários usuários do 2channel a se irritarem com a administração".